# Grand Prix Holandii 1963

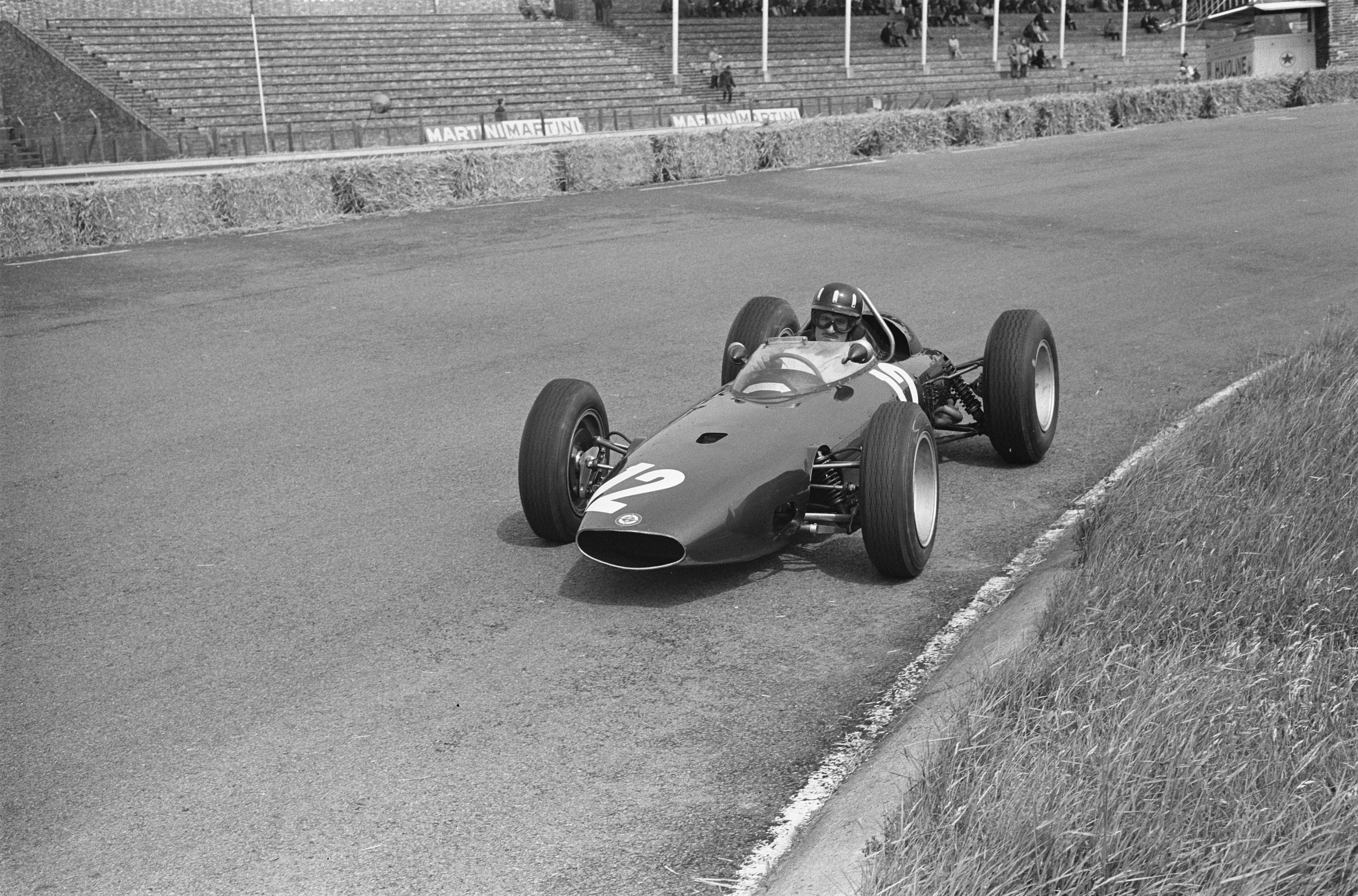
Graham Hill podczas Grand Prix Holandii 1963

Grand Prix Holandii 1963 (oryg. Grote Prijs van Nederland) – 3. runda Mistrzostw Świata Formuły 1 w sezonie 1963, która odbyła się 23 czerwca 1963, po raz 9. na torze Circuit Park Zandvoort.
11. Grand Prix Holandii, 9. zaliczane do Mistrzostw Świata Formuły 1.

## Wyniki

### Kwalifikacje
Źródło: statsf1.com
| P  | Nr | Kierowca                | Konstruktor(-silnik) | Opony | Czas   | Odstęp | Strata |
| -- | -- | ----------------------- | -------------------- | ----- | ------ | ------ | ------ |
| 1  | 6  | Jim Clark               | Lotus-Climax         | D     | 1:31,6 | –      | –      |
| 2  | 12 | Graham Hill             | BRM                  | D     | 1:32,2 | +0,6   | +0,6   |
| 3  | 20 | Bruce McLaren           | Cooper-Climax        | D     | 1:32,3 | +0,1   | +0,7   |
| 4  | 16 | Jack Brabham            | Brabham-Climax       | D     | 1:32,4 | +0,1   | +0,8   |
| 5  | 2  | John Surtees            | Ferrari              | D     | 1:33,0 | +0,6   | +1,4   |
| 6  | 14 | Richie Ginther          | BRM                  | D     | 1:33,3 | +0,3   | +1,7   |
| 7  | 30 | Innes Ireland           | BRP-BRM              | D     | 1:33,3 | +0,0   | +1,7   |
| 8  | 28 | Jo Bonnier              | Cooper-Climax        | D     | 1:34,1 | +0,8   | +2,5   |
| 9  | 22 | Tony Maggs              | Cooper-Climax        | D     | 1:34,3 | +0,2   | +2,7   |
| 10 | 8  | Trevor Taylor           | Lotus-Climax         | D     | 1:35,2 | +0,9   | +3,6   |
| 11 | 4  | Ludovico Scarfiotti     | Ferrari              | D     | 1:35,6 | +0,4   | +4,0   |
| 12 | 10 | Chris Amon              | Lola-Climax          | D     | 1:35,9 | +0,3   | +4,3   |
| 13 | 24 | Phil Hill               | ATS                  | D     | 1:36,0 | +0,1   | +4,4   |
| 14 | 18 | Dan Gurney              | Brabham-Climax       | D     | 1:36,2 | +0,2   | +4,6   |
| 15 | 26 | Giancarlo Baghetti      | ATS                  | D     | 1:37,8 | +1,6   | +6,2   |
| 16 | 34 | Gerhard Mitter          | Porsche              | D     | 1:38,8 | +1,0   | +7,2   |
| 17 | 36 | Jo Siffert              | Lotus-BRM            | D     | 1:39,0 | +0,2   | +7,4   |
| 18 | 42 | Jim Hall                | Lotus-BRM            | D     | 1:39,0 | +0,0   | +7,4   |
| 19 | 32 | Carel Godin de Beaufort | Porsche              | D     | 1:39,3 | +0,3   | +7,7   |
| P  | Nr | Kierowca                | Konstruktor(-silnik) | Opony | Czas   | Odstęp | Strata |

### Wyścig
Źródła: statsf1.com
| P                                                     | + / –     | Nr | Kierowca                | Konstruktor    | Opony | Okr. | Czas / Strata | Komentarz                |
| ----------------------------------------------------- | --------- | -- | ----------------------- | -------------- | ----- | ---- | ------------- | ------------------------ |
| 1                                                     | Bez zmian | 6  | Jim Clark               | Lotus-Climax   | D     | 80   | 2:08:13,7     |                          |
| 2                                                     | 12        | 18 | Dan Gurney              | Brabham-Climax | D     | 79   | +1 okr.       |                          |
| 3                                                     | 2         | 2  | John Surtees            | Ferrari        | D     | 79   | +1 okr.       |                          |
| 4                                                     | 3         | 30 | Innes Ireland           | BRP-BRM        | D     | 79   | +1 okr.       |                          |
| 5                                                     | 1         | 14 | Richie Ginther          | BRM            | D     | 79   | +1 okr.       |                          |
| 6                                                     | 5         | 4  | Ludovico Scarfiotti     | Ferrari        | D     | 78   | +2 okr.       |                          |
| 7                                                     | 10        | 36 | Jo Siffert              | Lotus-BRM      | D     | 77   | +3 okr.       |                          |
| 8                                                     | 10        | 42 | Jim Hall                | Lotus-BRM      | D     | 77   | +3 okr.       |                          |
| 9                                                     | 10        | 32 | Carel Godin de Beaufort | Porsche        | D     | 75   | +5 okr.       |                          |
| 10                                                    | Bez zmian | 8  | Trevor Taylor           | Lotus-Climax   | D     | 66   | +14 okr.      |                          |
| 11                                                    | 3         | 28 | Jo Bonnier              | Cooper-Climax  | D     | 56   | +24 okr.      |                          |
| Niesklasyfikowani                                     |           |    |                         |                |       |      |               |                          |
|                                                       |           | 12 | Graham Hill             | BRM            | D     | 69   | +11 okr.      | silnik                   |
|                                                       |           | 16 | Jack Brabham            | Brabham-Climax | D     | 68   | +12 okr.      | poślizg                  |
|                                                       |           | 10 | Chris Amon              | Lola-Climax    | D     | 29   | +51 okr.      | pompa wody               |
|                                                       |           | 26 | Giancarlo Baghetti      | ATS            | D     | 17   | +63 okr.      | zapłon                   |
|                                                       |           | 24 | Phil Hill               | ATS            | D     | 15   | +65 okr.      | dystrybutor              |
|                                                       |           | 22 | Tony Maggs              | Cooper-Climax  | D     | 14   | +66 okr.      | przegrzanie              |
|                                                       |           | 20 | Bruce McLaren           | Cooper-Climax  | D     | 7    | +73 okr.      | skrzynia biegów          |
|                                                       |           | 34 | Gerhard Mitter          | Porsche        | D     | 2    | +78 okr.      | sprzęgło                 |
| Nie wystartowali / niedopuszczeni do ponownego startu |           |    |                         |                |       |      |               |                          |
|                                                       |           | 38 | Tony Settember          | Scirocco-BRM   | D     | 0    |               | brak sprawnego samochodu |
|                                                       |           | 40 | Ian Burgess             | Scirocco-BRM   | D     | 0    |               | brak sprawnego samochodu |
| P                                                     | + / –     | Nr | Kierowca                | Konstruktor    | Opony | Okr. | Czas / Strata | Komentarz                |

### Najszybsze okrążenie
Źródło: statsf1.com
| Nr | Kierowca  | Konstruktor  | Czas   | Okr. |
| -- | --------- | ------------ | ------ | ---- |
| 6  | Jim Clark | Lotus-Climax | 1:33,7 | 56   |

### Prowadzenie w wyścigu
Źródło: statsf1.com
| Nr                              | Kierowca  | Konstruktor  | Okrążenia | Suma |
| ------------------------------- | --------- | ------------ | --------- | ---- |
| 6                               | Jim Clark | Lotus-Climax | 1-80      | 80   |
| \| Wykres \| \| ------ \| \| \| |           |              |           |      |
| Wykres                          |           |              |           |      |
|                                 |           |              |           |      |

## Klasyfikacja po wyścigu
Pierwsza szóstka otrzymywała punkty według klucza 9-6-4-3-2-1. Liczone było tylko 6 najlepszych wyścigów danego kierowcy.
Uwzględniono tylko kierowców, którzy zdobyli jakiekolwiek punkty
| P  | +/− | Kierowca                | Starty | Punkty | P1 | P2 | P3 | PP | NO | NS |
| -- | --- | ----------------------- | ------ | ------ | -- | -- | -- | -- | -- | -- |
| 1  | +1  | Jim Clark               | 3      | 18     | 2  | –  | –  | 2  | 2  | –  |
| 2  | +2  | Richie Ginther          | 3      | 11     | –  | 1  | –  | –  | –  | –  |
| 3  | +2  | Dan Gurney              | 3      | 10     | –  | 1  | 1  | –  | –  | 1  |
| 3  | −2  | Bruce McLaren           | 3      | 10     | –  | 1  | 1  | –  | –  | 1  |
| 5  | −2  | Graham Hill             | 3      | 9      | 1  | –  | –  | 1  | –  | 2  |
| 6  | 0   | John Surtees            | 3      | 7      | –  | –  | 1  | –  | 1  | 1  |
| 7  | N   | Innes Ireland           | 3      | 3      | –  | –  | –  | –  | –  | 2  |
| 8  | −1  | Jo Bonnier              | 3      | 2      | –  | –  | –  | –  | –  | –  |
| 9  | −2  | Tony Maggs              | 3      | 2      | –  | –  | –  | –  | –  | 1  |
| 10 | 0   | Carel Godin de Beaufort | 2      | 1      | –  | –  | –  | –  | –  | –  |
| 11 | −2  | Trevor Taylor           | 3      | 1      | –  | –  | –  | –  | –  | 1  |
| 12 | N   | Ludovico Scarfiotti     | 1      | 1      | –  | –  | –  | –  | –  | –  |
| P  | +/− | Kierowca                | Starty | Punkty | P1 | P2 | P3 | PP | NO | NS |

### Konstruktorzy
Tylko jeden, najwyżej uplasowany kierowca danego konstruktora, zdobywał dla niego punkty. Również do klasyfikacji zaliczano 6 najlepszych wyników.
| P                 | +/− | Konstruktor    | Starty | Punkty | P1 | P2 | P3 | PP | NO | NS |
| ----------------- | --- | -------------- | ------ | ------ | -- | -- | -- | -- | -- | -- |
| 1                 | +1  | Lotus-Climax   | 7      | 19     | 2  | –  | –  | 2  | 2  | 1  |
| 2                 | −1  | BRM            | 6      | 14     | 1  | 1  | –  | 1  | –  | 2  |
| 3                 | 0   | Cooper-Climax  | 9      | 10     | –  | 1  | 1  | –  | –  | 2  |
| 4                 | 0   | Brabham-Climax | 5      | 10     | –  | 1  | 1  | –  | –  | 3  |
| 5                 | 0   | Ferrari        | 6      | 7      | –  | –  | 1  | –  | 1  | 3  |
| 6                 | N   | BRP-BRM        | 2      | 3      | –  | –  | –  | –  | –  | 1  |
| 7                 | −1  | Porsche        | 3      | 1      | –  | –  | –  | –  | –  | 1  |
| Niesklasyfikowani |     |                |        |        |    |    |    |    |    |    |
|                   |     | Lotus-BRM      | 7      | 0      | –  | –  | –  | –  | –  | 5  |
|                   |     | Scirocco-BRM   | 1      | 0      | –  | –  | –  | –  | –  | –  |
|                   |     | Lola-Climax    | 4      | 0      | –  | –  | –  | –  | –  | 4  |
|                   |     | ATS            | 4      | 0      | –  | –  | –  | –  | –  | 4  |
| P                 | +/− | Kierowca       | Starty | Punkty | P1 | P2 | P3 | PP | NO | NS |